# 43e bataillon d'infanterie de marine
Pour les articles homonymes, voir 43e bataillon.
Le 43e bataillon d'infanterie de marine est une unité de l’armée française, héritier de l’infanterie coloniale et un corps des troupes de marine.

## Historique
Le 43e bataillon d'infanterie de marine (43e BIMa) est un corps des troupes de marine stationné à Port-Bouët, au sud-est d'Abidjan, en Côte d'Ivoire. Il fait partie des  Forces françaises en Côte d'Ivoire (FFCI).
Le 43e BIMa créé le 1er juillet 1978 à partir du 4e bataillon d'infanterie de marine (4e BIMa) est l'héritier du 43e régiment d'infanterie coloniale (43e RIC) et du 43e régiment d'infanterie de marine (43e RIMa).
En 2007, pour célébrer leur action pendant la guerre civile ivoirienne, le rappeur Kaaris consacre son premier album, 43ème BIMA, à l'unité qui a sauvé sa vie.
Le 3 juin 2009, le 43e bataillon d’infanterie de marine, implanté à Abidjan en Côte d’Ivoire depuis 1978, a donc été dissous. Il était intégré à part entière dans l’opération Licorne en 2002. Depuis le 1er janvier 2015, il fait partie des Forces Françaises en Côte d'Ivoire.
Le 20 février 2025, la France rétrocède le camp militaire de Port-Bouët à la Côte d'Ivoire, qu’elle occupait depuis plus de 50 ans. Cette base prendra le nom du général Thomas d'Aquin Ouattara, premier chef d'état-major de l'armée ivoirienne. L'effectif à cette date est de 300 militaires français, il devrait être réduit à une centaine de militaires destinés à la formation, le dépôt de munitions devrait rester sous contrôle français.

### Résumé
- Le 43e BIMA est créé en juillet 1978. Depuis cette date, il est stationné à Port-Bouët près d'Abidjan en Côte d'Ivoire, où il a retrouvé sa vocation de troupes de marine.
- Le 3 juin 2009, le 43e Bataillon d’infanterie de marine est dissous. Ses 450 militaires ont été reversés au bataillon Licorne (BATLIC), né de la fusion du Groupement tactique interarmes Licorne et de la base de soutien interarmées (BSIA), mise en place en 2008.
- 2015, il est recréé dans le cadre des forces françaises en Côte d'Ivoire.
- février 2025, sa base est rétrocédée à la Cote d'Ivoire, l'effectif alors de 300 militaires devrait baisser à une centaine destiné à des missions de formations.

## Drapeau
Comme tous les bataillons, il ne dispose pas de son propre drapeau, mais il est le gardien de celui du 43e régiment d'infanterie de marine, sur lequel il porte cousues en lettres d'or dans ses plis, les inscriptions suivantes, :
- Son drapeau porte sept inscriptions ainsi que l'inscription AFN il est décoré de la légion d'honneur le 5 juillet 1919[7], de la Croix de guerre 1914-1918 avec 6 palmes (six citations à l'ordre de l'armée) et 1 étoile d'argent (citation à l'ordre de la division), de la Croix de guerre 1939-1945 avec 2 palmes (deux citations à l'ordre de l'armée), de la croix de guerre des TOE avec 1 palme (une citation à l'ordre de l'armée), qu'il fera figurer (9 palmes).
- Il porte la fourragère à la couleur du ruban de la légion d'honneur avec olives aux couleurs du ruban de la croix de guerre 1914-1918 et de la croix de guerre 1939-1945.

## Traditions
La fête des troupes de marine
- Elle est célébrée à l'occasion de l'anniversaire des combats de Bazeilles, ce village qui a été 4 fois repris et abandonné sur ordres, les 31 août et le 1er septembre 1870.

« Et au Nom de Dieu, vive la coloniale ! »
- Les Marsouins et les Bigors ont pour saint patron Dieu lui-même. Ce cri de guerre termine les cérémonies intimes qui font partie de la vie des régiments.

## Chefs de corps
- 1986-1988 : lieutenant-colonel Guillou
- 1988-1990 : colonel Nichon
- 1990-1992 : lieutenant-colonel Blache
- 1992-1993 : lieutenant-colonel Saboret
- 1993-1995 : lieutenant-colonel Gonnet (colonel à son départ)
- 1995-1997 : lieutenant-colonel Cuquel
- 1997-1999 : lieutenant-colonel Espoti
- 1999-2001 : colonel Paulus
- 2001-2003 : colonel Sioc'han de Kersabiec
- 2003-2005 : lieutenant-colonel Luc du Perron de Revel
- 2005-2006 : colonel Patrick de Vathaire
- 2006-2007 : colonel Facon
- 2007-2008 : colonel David
- 2008-2009 : lieutenant-colonel Curtaz

## Mission et matériels majeurs
Le 43e BIMa assure la présence d'une unité française en vertu des accords de défense signés avec la Côte d'Ivoire.
Matériels majeurs : VAB, VLRA, AMX 10RCR, VLTT, barges, 2 groupes de mortiers de 81 mm.

## Personnes célèbres ayant servi au43erégimentd'infanterie coloniale puis au43eRBIMa
- Baptiste Joseph David Magnan dit « Lili des Bellons » le célèbre ami d'enfance de Marcel Pagnol, "Tué à ennemi" à Vrigny près de Reims le 23 juillet 1918, fiche "mort pour la France".
- Lieutenant Henri Bentégeat, futur chef d'état-major des armées, avait servi comme chef de peloton.
- Jean Cavaillès, lieutenant de réserve (puis lieutenant-colonel, à titre posthume[8]), mobilisé en septembre 1939 au 43e R.I.C. (4e D.I.C.), ancien élève de l’E.N.S., enseignant à l'E.N.S., professeur de philosophie en lycée, maître de conférences à la faculté des lettres de l’université de Strasbourg, en repli en 1939 à Clermont-Ferrand, puis professeur de philosophie à titre temporaire à la Sorbonne où il est  nommé en mars 1941, résistant, interlocuteur du général de Gaulle à Londres, fusillé à Arras, aux environs du 17 février 1944, Compagnon de la Libération[9], inhumé en 1946 dans la crypte de la chapelle de la Sorbonne, sur la demande de Charles de Gaulle.
- Johnny Hallyday (Jean-Philippe Smet) fut sergent au 43e régiment d'infanterie de marine alors 43e RBIMa (régiment blindé d'infanterie de marine) créé à Offenbourg en Allemagne FFA.

## Sources, bibliographie
- Erwan Bergot, La Coloniale du Rif au Tchad 1925-1980, imprimé en France : décembre 1982, no   d'éditeur 7576, no   d'imprimeur 31129, sur les presses de l'imprimerie Hérissey.